# 静岡県道102号十国峠伊豆山線

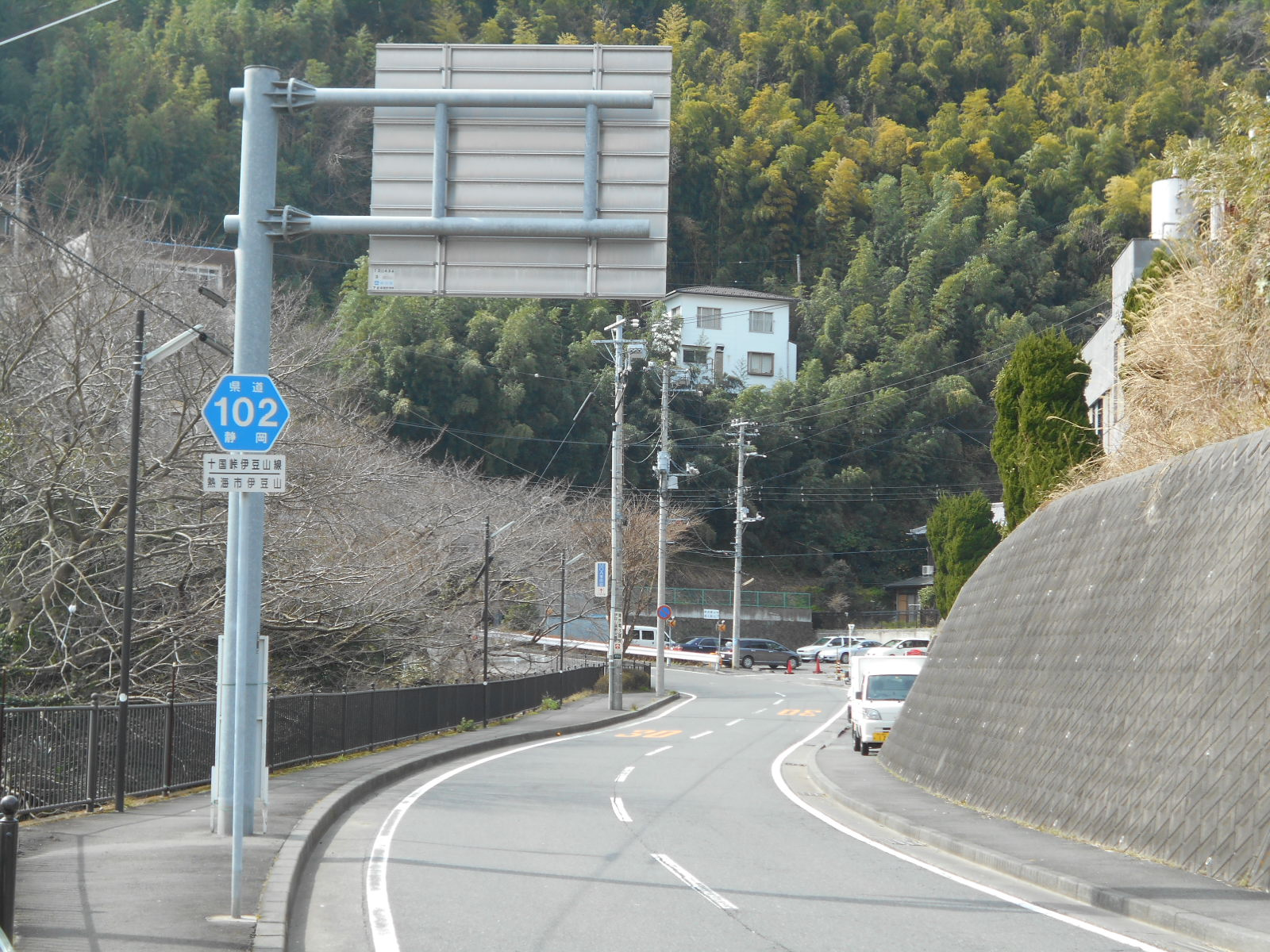
熱海市伊豆山

静岡県道102号十国峠伊豆山線（しずおかけんどう102ごう じゅっこくとうげいずさんせん）は、静岡県熱海市内を通る一般県道である。
本来は、名前の通り十国峠（の南の熱海峠）から日金山霊園の南脇を通っている道路を、「石仏の道」に沿って延長・北上し、万葉公園方面へと抜け、泉地区（伊豆湯河原温泉地区）を回り込みながら、伊豆山の七尾地区を経る形で山越えで南下し、国道135号上の伊豆山交差点へと至ることを想定した道路だが、十国峠（熱海峠/日金山）〜泉地区間の道路が作られていないため、現状では泉地区と伊豆山地区を山側でつなぐだけの道路となっている。

## 概要

### 路線データ
- 起点：静岡県熱海市熱海（熱海峠）
- 終点：静岡県熱海市伊豆山（国道135号交点）

## 沿革
- 1956年（昭和31年）11月27日 - 認定[2]

## 地理

### 通過する自治体
- 静岡県熱海市

### 接続する道路
- （起点：熱海市熱海、熱海峠）

この間未開通
- 熱海市道（熱海市泉）
- 国道135号（終点：伊豆山交差点）

### 周辺
- 熱海市役所
  - 泉支所
- 熱海市立泉小中学校
- 熱海市立伊豆山小学校
- 医療法人社団翔健会 熱海温泉病院
- 伊豆湯河原温泉
- 伊豆山温泉
- 県営住宅七尾団地
- 熱海自動車学校

以下はすべて神奈川県足柄下郡湯河原町に存在。
- 湯河原温泉
- 財団法人厚生年金事業振興団 湯河原厚生年金病院
- スルガ銀行 湯河原支店
- 湯河原温泉郵便局